# Helmer Ringgren
Karl Vilhelm Helmer Ringgren, född 29 november 1917 i Ala församling, Gotlands län, död 26 mars 2012 i Uppsala, var en svensk teolog. 

## Biografi
Ringgren avlade studentexamen som privatist i Stockholm våren 1936, och påbörjade samma höst sina studier vid Uppsala universitet, där han avlade teologie kandidatexamen 1942, filosofie kandidatexamen 1943, teologie licentiatexamen 1945 och filosofie licentiatexamen 1952. Han promoverades till teologie doktor där 1947. Ringgren var docent i religionshistoria vid Uppsala universitet 1947–1959, tillförordnad professor i Gamla testamentets exegetik vid Åbo Akademi 1947–1956, professor i gammaltestamentlig exegetik vid Garrett Biblical Institute i Evanston, Illinois, 1960–1962, i religionshistoria vid Åbo Akademi 1962–1964 samt i Gamla testamentets exegetik vid Uppsala universitet 1964–1983. Han promoverades till teologie jubeldoktor 1997.
Bland hans internationellt sett mest kända verk räknas det teologiska uppslagsverket Theologisches Wörterbuch zum alten Testament (tio band) där han är en av två huvudredaktörer. Det har även givits ut på engelska med titeln Theological Dictionary of the Old Testament. Ringgren var även författare till Hebreisk nybörjarbok, en lärobok i gammaltestamentlig hebreiska som varit standardlärobok vid svenska teologiska utbildningar sedan den kom ut i första upplagan 1969.
Ringgren invaldes i Kungl. Vetenskapssamhället i Uppsala 1963. Efter pensioneringen var han som emeritus bosatt i Uppsala. Helmer Ringgren avled i sitt hem i en ålder av 94 år, och är begravd på Ala kyrkogård.